# Janet Badjan-Young
Janet Badjan-Young, née en 1937, est une dramaturge et administratrice gambienne. Elle est l'une des dramaturges les plus célèbres de Gambie.

## Biographie
Janet Badjan-Young a étudié l'art dramatique et obtenu une licence (BA) au Royaume-Uni en 1959. Elle a ensuite obtenu une maîtrise en communication aux États-Unis en 1979. Elle a vécu dans plusieurs pays, dont la Sierra Leone, le Kenya, le Nigéria et les Caraïbes.
Elle a travaillé au Centre d'information des Nations Unies (UNIC) à Port-d'Espagne, à Trinité-et-Tobago. Elle en est ensuite devenue la directrice à Lagos, au Nigéria. En Gambie, elle a fondé et dirige le complexe théâtral Ebunjang à Kanifing Sud,.
En 2012, elle a été reconnue comme l'une des cinq Gambiennes ayant apporté une contribution importante au développement du pays. Elle a reçu le « Prix d'excellence » pour son œuvre.

## Œuvres

### Pièces de théâtre
- The Ultimate Inheritance (première représentation en 2001)[7]
- The Battle of Sankandi (première représentation en 2002)[8]
- The Dance of Katchikali: a dance drama (drame dansé, première représentation en 2007)
- The Hand of Fate (publié en 2009)
- Chains of Inspiration (produit en 2011)[5]

### Autres écrits
- « Collective War Against Poverty » (A.M. News, 11 avril, page 6)